# 曹纂
曹 纂（そう さん、生没年不詳）は、中国三国時代の人物。魏の重臣である曹休の子。豫州沛国譙県の人。

## 事績
太和2年（228年）、父の曹休が死去し、兄の曹肇が後を継いだ。曹纂は曹休の領邑から300戸を分与され、列侯に封じられた。
景初2年（238年）、皇帝の曹叡が病に伏し、次帝の曹芳を誰が補佐するか、曹爽と曹宇の間で暗闘が展開された。曹宇と、その側近にあった曹肇らは曹叡に近侍していたが、一時的にその傍を離れたことがあった。大将軍司馬の官にあった曹纂はこれを諌め、翌日には曹肇を曹叡の傍に戻らせたが時すでに遅く、曹爽に与する劉放・孫資により、曹宇・曹肇らを排斥する勅命が出された。
曹纂は殄呉将軍となった後に死去し、前将軍の官を追贈された。